# Это нормально?
«Это нормально?» — российское ток-шоу на ТНТ.
Ведущие ток-шоу — Ольга Бузова и Дмитрий Дибров.

## Описание
Концепция шоу состоит в том, что его участники делятся на две команды, мужскую и женскую, и отвечают на «остросоциальные» вопросы: они должны будут угадать наиболее популярный ответ среди опрошенных россиян. Звёздные гости, а также знаменитые эксперты присутствуют в каждом выпуске.
По словам Ольги Бузовой, идея программы родилась на съёмках реалити-шоу «Звёзды в Африке» после её беседы с продюсером проекта Ликой Бланк.
Первоначально шоу выходило с понедельник по четверг в 17:00, позже программа переместилась в дневной эфир, затем транслировалась по будням в 23:00 или в 23:30.
Во время праздничных майских дней временно прекратила выход в эфир в связи с изменением эфирной сетки, а оставшиеся выпуски были показаны с 13 по 30 мая, причём некоторые из них не вышли в эфир, но доступны на Rutube.
3 июня 2024 года вышел последний выпуск программы.

## Критика
Выход программы вызвал неоднозначные отзывы зрителей. Из-за драк в студии многие посчитали её очередным аналогом ток-шоу «Окна» и «Мужское / Женское». Пользователи сети Интернет отметили, что с каждым новым выпуском ток-шоу «Это нормально?» становится всё больше похоже на скандальное шоу «Окна», выходившее в эфир на ТНТ с 2002 по 2005 год. В самом первом выпуске, вышедшем в эфир 19 февраля 2024 года, блогер Евгений Ершов подрался с участником после того, как вышел из себя из-за негативных высказываний одного участника о его внешнем виде.
По мнению обозревателя «Правды» Ситоры Чаевской, из Диброва и Бузовой вышла вполне гармоничная пара.
Во время съёмок одного из выпусков, темой которого было «Нормально ли брать детей на вечеринку?», известная фигуристка Евгения Медведева покинула студию со словами «Извините, я пошла» из-за провокации со стороны зрителя, без объяснения причин, не дождавшись окончания съёмок. Медведева выступала звёздным экспертом в студии ток-шоу. Медведева ответила, что брать на вечеринку детей нормально, если не установлен высокий возрастной ценз. После этого один из зрителей в студии вступил в полемику и начал оскорбительно высказываться о присутствующих в зале. По словам ведущей шоу Ольги Бузовой, фигуристка не выдержала накала эмоций. «Либо была не готова говорить и быть откровенной. Она покинула студию, и мы уважаем её выбор», — добавила она.
HR-эксперт Артём Маслов отметил: «Стоит задаться вопросом: для кого предназначена эта передача? После голосования и обсуждения, ответы уходят в неопределённое направление, и нет ясности о том, что происходит с этой информацией далее… Весь процесс кажется бессмысленным и ограничивается лишь поверхностным общением».
Работу Дмитрия Диброва на проекте подверг критике Александр Пряников, назвав «испанским стыдом».
Автор портала News.ru Дмитрий Горин также посчитал присутствие на шоу Диброва шагом назад в его телекарьере: «Он умён, эрудирован, почтителен по отношению к собеседнику. Его телевизионный козырь и стихия — это интеллектуальное интервью. Не думаю, что речь может идти о профессиональной деградации. Скорее это деградация проектов, на которые он вынужден соглашаться сегодня. Умные программы хуже продаются».